# Youdoma
La Youdoma (en russe : Юдома) est une rivière de Russie qui coule en Sibérie orientale. C'est un affluent droit de la rivière Maïa, donc un sous-affluent de la Léna par l'Aldan.

## Géographie
La Youdoma traverse le Kraï de Khabarovsk et la république autonome de République de Sakha. Elle prend sa source dans les monts Sountar-Khayata (russe : унтар-Хаята), prolongement sud des monts de Verkhoïansk, à 30 kilomètres à peine au sud-ouest de leur plus haut sommet, le mont Mous-Khaïa (russe : Мус-Хая) haut de 2 959 mètres. Très vite elle s'oriente vers le sud au sein d'une longue vallée glaciaire. Après 300 kilomètres environ, elle change d'orientation et adopte grosso modo la direction du sud-ouest. Elle finit par se jeter dans la Maïa en rive droite.
La rivière est longue de 765 kilomètres ; son bassin versant a une superficie de 43 700 kilomètres carrés, surface comparable à celle du territoire de la Suisse ou du Danemark.

## Gel - Navigabilité
La Youdoma est généralement gelée depuis octobre, jusqu'au mois de mai.
En dehors de ce très long hiver, elle est navigable sur 271 kilomètres en amont de sa confluence avec la Maïa.

## Affluents
Les principaux affluents sont :
- L'Akatchan (russe : Акачан) en rive droite
- Le Gorbi (russe : Горби) en rive gauche

## Hydrométrie
La Youdoma est un cours d'eau assez abondant mais extrêmement irrégulier. 

### Les débits mensuels à Kouroun-Targyïak
Son débit a été observé pendant 55 ans (de 1944 à 1998) à Kouroun-Targyïak, localité située au niveau de sa confluence avec la Maïa, à une altitude de 195 mètres. 
Le débit inter annuel moyen ou module observé à Kouroun-Targyïak sur cette période était de 342 m3/s pour une surface de drainage de 43 600 km2, soit la totalité du bassin versant de la rivière. La lame d'eau écoulée dans ce bassin versant se monte ainsi à 248 millimètres par an, ce qui doit est assez élevé dans le contexte du bassin de la Léna. 
Rivière alimentée en partie par la fonte des neiges et aussi par les pluies d'été, la Youdoma est un cours d'eau de régime nivo-pluvial qui présente deux saisons bien marquées. 
Les hautes eaux se déroulent de la fin du printemps au début de l'automne, du mois de mai au mois de septembre inclus, avec un sommet très net en juin, ce qui correspond au dégel et à la fonte des neiges. Le bassin bénéficie de bonnes précipitations en toutes saisons, particulièrement sur les hauts sommets des monts Sountar-Khaïata dans la partie supérieure ou nord du bassin. Elles tombent sous forme de pluie en été, ce qui explique que le débit de juillet à septembre soit abondant. En octobre, le débit de la rivière s'effondre, ce qui constitue un prélude à la période des basses eaux d'hiver. Cette saison de basses eaux, d'une durée de six à sept mois, a lieu de la mi-octobre à début mai et correspond aux très basses températures de l'hiver est-sibérien qui déferlent sur toute la région. 
Le débit moyen mensuel observé en mars (minimum d'étiage) est de 3,71 m3/s, soit moins d'un demi % du débit moyen du mois de juin (1 081 m3/s), ce qui illustre l'amplitude extrêmement élevée des variations saisonnières. Et ces variations peuvent être encore bien plus importantes d'après les années : sur la durée d'observation de 55 ans, le débit mensuel minimal a été de 1,10 m3/s en mars 1953, tandis que le débit mensuel maximal s'élevait à 3 100 m3/s en juin 1970. 
En ce qui concerne la période estivale, libre de glaces (de juin à septembre inclus), le débit mensuel minimum observé a été de 164 m3/s en septembre 1955, niveau restant encore franchement confortable.